# マドレーヌ・ペルティエ
マドレーヌ・ペルティエ (Madeleine Pelletier; 1874年5月18日 - 1939年12月29日) は、フランスの精神科医、女性解放運動家（第一波フェミニズム）、ジャーナリストであり、特にフランス初の女性精神科医、フェミニスト団体「女性の団結」の会長、女性参政権の実現を目指す『サフラジェット』紙の創刊者、新マルサス主義のフェミニストとして知られる。

## 背景
マドレーヌ・ペルティエは1874年5月18日、パリ2区にアンヌ・ペルティエとして生まれた。非嫡出子であった彼女の母は、オーヴェルニュの農家に預けられた。パリに出て家政婦として働いた後、八百屋を営んでいたが、「厳格で支配欲が強く、王党派で狂信的であったため、伝統的に共和派支持者の多い近隣では嫌われ者であった」。父は御者であったが、ペルティエが4歳のときに片麻痺になり、車椅子を使っていた。

## 教育・精神医学
ペルティエは11歳で初等教育を終了すると中学校に進学せずに図書館に通って独学で勉強し、1897年に優秀な成績でバカロレアを取得した。パリ市の奨学金を受けて学業を続け、パリ理系大学で人類学者のシャルル・ルトゥルノーに師事した。さらに医師を志し、1899年に医学校に入学。当時は学生約4,500人のうち女性が約130人、そのうち約100人が外国人であった。ヴィルジュイフ精神病院とサンタンヌ病院でインターンをし、精神科医インターン試験の受験を希望したが、当時、参政権のない女性には受験資格がなかった。ペルティエはすでに13歳の頃から無政府主義者やフェミニストと付き合うようになり、ルイーズ・ミシェル、マルグリット・デュランらと出会っていたが、女性解放運動家でもあった女優のデュランは、1897年に創刊したフェミニスト新聞『ラ・フロンド』で、女性のインターン試験受験許可を求める運動を展開した。この結果、ペルティエは受験を認められて合格。1903年、フランス初の女性精神科医が誕生した。1904年にパリ14区ジェルゴビー通り80-82番地で開業し、夜間救急医や郵便電話通信の公務員医師も務めた。

## フリーメイソン
1904年にはまた、フリーメイソンの「社会哲学」ロッジに入会を求めている。すでに1883年に、女性解放運動家で世界初の女性フリーメイソン会員であるマリア・ドレームが医師で急進左派の県会議員（急進左派）のジョルジュ・マルタンとともに男女混成のロッジ「人権」を設立していた。ペルティエは女性が個人として自立するためには教育が最も重要であり、自己教育の一環として、男性専用の知の殿堂であるフリーメイソンの知識人、特に自由思想家との交流を通じて政治に関わる必要があると考えていた。このような信条から、入会を許可された後も、フリーメイソンへの女性の入会を認めるよう繰り返し「正規派」に要求したが、激しい反対に遭った。女性はまだ宗教によって守られ、したがって教権主義的、反動的であるとされていたからである。

## 女性参政権運動

### 「女性の団結」- 社会党
このような女性観または偏見は他の男性中心の世界でも同様であった。1906年にカロリーヌ・コフマンの後任としてフェミニスト団体「女性の団結」の会長に就任し、同年の市町村議会議員選挙で「女性は法に従い、納税している以上、投票すべきである」という標語を掲げて女性参政権運動を展開したが、一方で、この運動を女性のみによる運動として孤立させることのないよう、1905年に結成されたフランス社会党 (SFIO) に入党し、男性党員に働きかけた。この結果、女性参政権の問題に特化した委員会が結成され、ペルティエが委員長に任命された。さらに1906年には社会党パリ第14部会の代表としてリモージュ大会に参加し、社会党として女性参政権の実現に向けた法案を上程するという彼女の動議が可決されたが、法案策定の段階で反対に遭い、「女性の動議など何の重要性もないから安易に可決されたのだ」と皮肉を込めて述懐している。
しかし、同年12月に、今度は下院に「女性の団結」の会員70人の候補者名簿を提出し、女性参政権の実現に向けた委員会の設置を求めた。翌1907年には、セーヌ県の連合会議の了承を得て、リモージュ大会に提出した動議を8月開催のナンシー会議に再提出した。8月17日から19日までシュトゥットガルトで国際社会主義者大会主催の国際社会主義者女性会議（クララ・ツェトキン会長）が開催され、フランス社会党からペルティエを含む女性党員7人が派遣された。シュトゥットガルト大会で反軍国主義と反議会主義に基づくギュスターヴ・エルヴェの動議が採択されたことをきっかけにエルヴェ主義に傾倒し、エルヴェらが創刊した『社会戦争』の編集長を務めたが、ここでもまた「女性の団結」の会長として（女性労働者・社会主義者ではなく）「ブルジョワ・フェミニスト」に加担していると非難されたため、1907年、独立して月刊誌『サフラジェット』を創刊し、参政権運動を中心に「女性の団結」の活動を継続した。
1908年の市町村議会議員選挙では、ユベルティーヌ・オークレールが「合法的な努力」にもかかわらずいまだ女性参政権が実現されないという理由でパリ9区の投票所で投票箱をひっくり返し、ペルティエが窓ガラスを叩き割った。二人とも16フランの罰金刑を言い渡され、ペルティエは執行猶予付きであった。これはフランスのフェミニストの闘いにおいて唯一の暴力的な行為であった。

### 共産主義
1920年12月に社会党のトゥール大会でコミンテルン加盟と共産党への改称が決定され、以後、ペルティエは共産党員として週刊新聞『女性の声』に記事を掲載するようになった。1921年にモスクワで国際女性共産主義者会議が開催されたときには、『女性の声』の代表として参加する意向であったが、党の承認が得られなかったため、個人的に（内密に）参加。革命直後のモスクワに1月半滞在し、かなり好印象を抱いて『共産主義ロシアの波乱万丈の旅』を著したが、ボリシェヴィキを支持するフランス共産党と次第に距離を置くようになり、1925年に離党した。

## 包括的フェミニズム
女性問題についてはシモーヌ・ド・ボーヴォワールの思想「人は女に生まれるのではない、女になるのだ」（すなわち、歴史的・社会的・文化的構築物としての「女」）を先取りしているとされる。これは特に1908年発表の『自らの権利のために闘う女性』の第1章「女性の社会学的・心理学的要素」においてであり、社会環境によって「心理的な性が形成される」、「女性」は「幼少期から形成されるものであり」、この結果、「何でも引き受ける奴隷や家政婦になるのだ」と書いているからである。ペルティエはこうした観点から、すべての分野における平等を求める包括的フェミニズムを提唱し、「完全なフェミニスト」であろうとした。生涯独身であったが、これも、女性は妻や母という「自分自身の外に存在理由を求めるのではなく、自分自身にならなければならない」と考えていたからであり、外見についても徹底しており、「服装で男性を誘惑しようとするのは、主人に媚びる奴隷が取る態度だ」として、（当時としてはきわめて珍しいことだが）いつもズボンを穿き、髪を短く刈っていた。

## 中絶権 - 新マルサス主義
1911年には『中絶権』を著しているが、この点でも時代を先取りしていた。人工妊娠中絶は1810年の刑法典第317条で犯罪（堕胎罪）とされていたが、1896年8月に新マルサス主義に基づく「母性の自由」を擁護する組織「人間再生同盟」が無政府主義者ポール・ロバンにより結成された。これは、トマス・ロバート・マルサスが人口の「幾何級数的増加」を防ぐ方法として禁欲や晩婚などの道徳的抑制を説いたのに対して、フランシス・プレイスが避妊による人工的・科学的な産児制限を主張したことに始まるものであり、ロバンは避妊による産児制限は「完全な女性解放のための唯一の確実な基礎を提供し」、「男性の支配からの女性解放に貢献する」だけでなく、これによって女性の服従に依存しない男性の側の「自己統御」も初めて可能になると確信していた。こうした新マルサス主義のフェミニストとして挙げられるのがペルティエとネリー・ルーセルだが、当時はまだフェミニストのなかでも孤立した存在であり、女性組織の大半は中絶のみならず避妊にも反対の立場を維持していた。
医師であったペルティエは、新マルサス主義を支持したばかりでなく、これを実践していた。1937年に脳卒中で片麻痺になってからは、看護婦や家政婦に中絶手術を行わせていたが、これが警察の目に留まったのが1939年に兄に強姦されて妊娠した13歳の少女の手術を引き受けたときのことである。実際に手術を行った看護婦と家政婦は禁錮刑を言い渡され、ペルティエも執行猶予付き2年の禁錮刑の判決を受けたが、彼女の病気はすでに末期で回復の見込みがなかったため、エピネ＝シュル＝オルジュ（旧セーヌ＝エ＝オワーズ県）のペレ・ヴォクリューズ精神病院に送られ、同年12月29日に死去した。

## 著書
- L’Admission des femmes dans la Franc-maçonnerie (女性のフリーメイソン入会), 1905.
- L'Idéal maçonnique (フリーメイソンの理想), 1906.
- Le Féminisme et ses militantes (フェミニズムとその運動家), 1909.
- La Prétendue infériorité psychophysiologique des femmes (女性の精神生理学的劣等性と言われるもの), 1908.
- La question du vote des femmes (女性の投票の問題), 1909.
- Une seule morale pour les deux sexes (男女にとっての唯一の道徳), 1910.
- Avortement et dépopulation (人工妊娠中絶と人口減少), 1911.
- Justice sociale (社会的正義), 1913.
- Le Droit à l’avortement (中絶権), 1913.
- L’anti-féminisme de M. Clemenceau (クレマンソー氏の反フェミニズム), 1913.
- Dieu, la morale, la patrie (神、道徳、祖国), 1916.
- In anima vili ou un crime scientifique (価値のない存在、もしくは科学的犯罪), 1920.
- Mon voyage aventureux en Russie communiste (共産主義ロシアの波乱万丈の旅), 1922.
- Le célibat, État supérieur (独身 ― 至高の状態), 1923.
- Supérieur, drame des classes sociales en cinq actes (優越者 ― 社会階級の悲劇、5幕), 1923.
- L’Âme existe-t-elle ? (魂は存在するのか), 1924.
- La Morale et la loi (道徳と法), 1926.
- L’Émancipation sexuelle de la femme (女性の性の解放), 1926.
- De la prostitution (売春について), 1928.

- Capitalisme et communisme (資本主義と共産主義), 1926.
- L’État éducateur (教育国家), 1931.
- La guerre est-elle naturelle ? Le droit au travail pour la femme (戦争は自然か ― 女性の労働権), 1931.
- Une vie nouvelle (新たな人生), 1932.
- La Rationalisation sexuelle (性の合理化), 1935.

## 参考資料
- Christine Bard, Sylvie Chaperon, Dictionnaire des féministes. France - XVIIIe-XXIe siècle, Presses Universitaires de France, 2017
- PELLETIER Madeleine [PELLETIER Anne, Madeleine]